# Suhonosivka, Mașivka
Suhonosivka (în ucraineană Сухоносівка) este un sat în comuna Seleșciîna din raionul Mașivka, regiunea Poltava, Ucraina.

## Demografie
Componența lingvistică a localității Suhonosivka
     Ucraineană (100%)
Conform recensământului din 2001, toată populația localității Suhonosivka era vorbitoare de ucraineană (100%).